# Casa Quemada, Santa Bárbara
Casa Quemada är en ort i Honduras.   Den ligger i departementet Departamento de Santa Bárbara, i den västra delen av landet, 190 km nordväst om huvudstaden Tegucigalpa. Casa Quemada ligger 259 meter över havet och antalet invånare är 1 030.
Terrängen runt Casa Quemada är huvudsakligen kuperad, men österut är den platt. Runt Casa Quemada är det ganska tätbefolkat, med 108 invånare per kvadratkilometer. Närmaste större samhälle är Macuelizo, 4,1 km norr om Casa Quemada.  